# アンインストール (石川智晶の曲)
「アンインストール」は、石川智晶の3枚目（通算4枚目）のシングル。2007年6月13日にビクターエンタテインメントより発売された。

## 解説
アニメイト限定シングルとして発売された前作「涙」から約3ヶ月振りとなる、2007年第2弾シングル。
2007年、第12回『アニメーション神戸賞』2位にノミネートされた。
2019年3月1日、ソニー・ミュージックエンタテインメントのアニメソング人気投票キャンペーン「平成アニソン大賞」において作詞賞（2000年 - 2009年）に選出された。

## 収録曲
（全作詞・作曲：石川智晶、編曲：西田マサラ）
1. アンインストール [4:44]
  - 全国UHF4局ネットアニメ『ぼくらの』オープニングテーマ。作品のために書き下ろされた楽曲である。「アンインストール」とは「（主にソフトウェアなどのプログラミングシステムを）削除する」という意味であり、作中に登場するパイロット達が次々と命を失っていく様子を例えている。なお、この曲の歌詞には「アンインストール」という言葉が15回出てくるが、これは前述の『ぼくらの』内で絶命する少年少女たちの人数と同じである。
2. Little Bird [5:07]
  - 全国UHF4局ネットアニメ『ぼくらの』前期エンディングテーマ
  - フジテレビ・関西テレビ系報道番組『新報道プレミアA』番組内挿入歌。
3. アンインストール (without vocal)
4. Little Bird (without vocal)

## カバー
アンインストール
- 遠藤正明 - 2008年発売のカバーアルバム『ENSON2 〜COVER SONGS COLLECTION Vol.2〜』に収録。
- やなぎなぎ - 2013年発売のアルバム『エウアル』に収録。
- 天神子兎音 - 2019年4月24日発売（3月1日先行配信）のカバーアルバム『IMAGINATION vol.1』に収録。